# Comté de Frederick (Virginie)
Pour les articles homonymes, voir Comté de Frederick.
Le comté de Frederick est un comté de Virginie, aux États-Unis. Il fait partie de la Région métropolitaine de Winchester ou Nord-Virginie, elle-même subdivision de l'Aire métropolitaine de Baltimore-Washington. Le point le plus septentrional de l'État de Virginie est situé dans le comté de Frederick.
Il a été formé en 1743 à la suite du découpage de l'ancien comté d'Orange et est nommé ainsi en hommage à Frédéric de Galles. Son siège est la ville de Winchester, elle-même cité indépendante du comté.
George Washington représenta le comté de Frederick à la Chambre des Bourgeois de Virginie et établit son quartier général à Winchester pendant la guerre d'indépendance.

## Comtés limitrophes
|                                    | comté de Morgan    | comté de Berkeley |
| comté de Hampshire                 | Comté de Frederick | comté de Clarke   |
| Comté de Shenandoah comté de Hardy | comté de Warren    |                   |

La ville de Winchester est totalement enclavée dans le comté.